# Croque Harbour
Croque Harbour baai en natuurlijke haven van 4,5 km² in de Canadese provincie Newfoundland en Labrador. De baai ligt in het uiterste noorden van het eiland Newfoundland.

## Toponymie
De naam komt oorspronkelijk van het Franse Havre du Croc. "Croc" is een oude term voor een vissershaak, daar de baai enigszins haakvormig is.

## Geografie
Croque Harbour ligt aan de oostkust van het Great Northern Peninsula, het noordelijke schiereiland van Newfoundland. De baai heeft een 1,2 km brede toegang die zich tussen Windy Point (zuiden) en Groux Point (noorden) bevindt.
De baai heeft in het zuiden een relatief grote inham genaamd Irish Bay en in het noordwesten een smalle, 1,5 km lange zijarm genaamd Épine Cadoret. Aan die zijarm is het vissersdorp Croque gevestigd.

## Geschiedenis
Oorspronkelijk bevonden er zich aan de oevers van Croque Harbour verschillende kleine Franse vissersgehuchten. Het huidige Croque is gegroeid uit de Franse fishing room l'Epine Cadoret. Ook aan de noordelijke inham van de baai was er een fishing room, namelijk le Banc au Mouches, ook wel Le Fond geheten. In het zuiden, aan de Irish Bay, was er Southwest Croque en aan de noordzijde van Croque Harbour was er Kearney's Cove (of Genille), evenals wat verder de room genaamd Groux.
De baai met zijn verschillende gehuchten was als sinds de vroege 17e eeuw een belangrijke locatie voor de Franse seizoensvisserij. Le Petit-Maître, een van de twee fishing rooms te Southwest Croque, was daarenboven het administratief centrum van de gehele Franse kust. In de 19e eeuw deed de natuurlijke haven voorts dienst als uitvalsbasis van de Franse militaire schepen die hun landgenoten-vissers moesten beschermen.
In het midden van de 20e eeuw hervestigden de inwoners van Southwest Croque en Kearney's Cove, zich naar het huidige Croque. De andere plaatsen zoals Groux telden geen permanente inwoners en waren toen reeds lang in onbruik geraakt. 